# Тестара (Кампобасо)
Тестара је насеље у Италији у округу Кампобасо, региону Молизе.
Према процени из 2011. у насељу је живело 30 становника. Насеље се налази на надморској висини од 673 м.